# Mukono
Mukono är en stad i centrala Uganda, och är huvudort för ett distrikt med samma namn. Det är en snabbt växande östlig förort till Kampala, och beräknades ha cirka 190 000 invånare 2019.

## Administrativ indelning
Från att tidigare varit en town council uppgraderades Mukono till municipality 2010.
Mukono är indelad i två administrativa divisioner:
- Central
- Goma

## Demografi
Mukono hade 162 710 invånare vid folkräkningen 2014, vilket beräknades ha ökat till 186 200 invånare 2019.

## Vänort
Mukono har en vänort:
- Guildford, i sydöstra England